# Саттон, Джон
Джон Са́ттон (англ. John Sutton, 22 октября 1908, Равалпинди — 10 июля 1963, Канны) — американский актёр английского происхождения.

## Биография
Саттон родился в Равалпинди, Британская Индия (в настоящее время Равалпинди, Пенджаб, Пакистан). Его актёрская карьера в Голливуде продолжалась более 30 лет. Он был гражданином Великобритании и до переезда в Голливуд и начала актёрской карьеры был владельцем чайной плантации в Индии.

## Избранная фильмография
| Год  |   | Русское название                  | Оригинальное название                    | Роль                 |
| ---- | - | --------------------------------- | ---------------------------------------- | -------------------- |
| 1936 | ф | Принцесса пересекает океан        | The Princess Comes Across                | пассажир корабля     |
| 1938 | ф | Приключения Робин Гуда            | The Adventures of Robin Hood             | рыцарь Ричарда       |
| 1938 | ф | Утренний патруль                  | The Dawn Patrol                          | адъютант             |
| 1939 | ф | Частная жизнь Елизаветы и Эссекса | The Private Lives of Elizabeth and Essex | капитан Арманд       |
| 1940 | ф | Возвращение человека-невидимки    | The Invisible Man Returns                | доктор Фрэнк Гриффин |
| 1940 | ф | Морской ястреб                    | The Sea Hawk                             | капитан стражи       |
| 1943 | ф | Джейн Эйр                         | Jane Eyre                                | доктор Риверс        |
| 1948 | ф | Три мушкетёра                     | The Three Musketeers                     | герцог Бекингем      |
| 1950 | ф | Другая женщина                    | The Second Woman                         | Кит Фэррис           |
| 1952 | ф | Моя кузина Рейчел                 | My Cousin Rachel                         | Эмброз Эшли          |